# Alte Maße und Gewichte (Persien)
Die alten persischen Maßeinheiten basieren auf dem mesopotamischen System.

## Persien
Parasang (auch Farsang und Frasang) wurde zur Landvermessung eingesetzt. Diese Einheit taucht im persischen System neu auf.

### Altpersische Längenmaße
| Persisch               | Bedeutung                             | Maßkette                   | metrisch      |
| ---------------------- | ------------------------------------- | -------------------------- | ------------- |
| aiwas                  | Finger                                | 01 aiwas = 1⁄16 zereth     | ca. 002 cm    |
| pank'a aiwas, dva      | Handbreite, ohne Daumen               | 04 aiwas = 1⁄4 zereth      | ca. 008 cm    |
| zereth, trayas         | Fuß                                   | 16 aiwas                   | ca. 032 cm    |
| arsani                 | Elle                                  | 32 aiwas = 2 zereth        | ca. 064 cm    |
| daca trayas            | Stock                                 | 12 zereth = 6 arsani       | ca. 003,84 m  |
| daca (k)swacsh, chebel |                                       | 80 zereth = 40 arsani      | ca. 025,60 m  |
| ghalva                 | Vorläufer des gr. und ägypt. Stadions | 9 chebel = 360 arsani      | ca. 230,00 m  |
| parasang               | Farsäng, Reitstunde                   | 250 chebel = 10.000 arsani | ca. 006,4 km  |
|                        | Mitte des 19. Jahrhunderts            |                            | ca. 006,23 km |
|                        | heute in Iran und in der Türkei       |                            | 00010 km      |
| schoinos               | Wurzel gr. und ägypt. Einheiten       | 30 ghalva = 10.800 arsani  | ca. 006,9 km  |
| mansion, stathmos      |                                       | 4 parsang = 1000 chebel    | ca. 025,6 km  |

### Volumen
| Einheit   | Maßkette                                   | metrisch         |
| --------- | ------------------------------------------ | ---------------- |
| Sextario  | 001 Sextario = 1⁄4 Chenisa                 | ≈ 00,32619 Liter |
| Chenica   | 004 Sextario (evtl. Basis des gr. cheonix) | ≈ 01,30476 Liter |
| Capichas  | 008 Sextario = 2 Chenica                   | ≈ 02,60952 Liter |
| Sabbitha  | 022 Sextario = 51⁄2 Chenica                | ≈ 07,17618 Liter |
| Colluthun | 025 Sextario = 61⁄4 Chenica                | ≈ 08,15475 Liter |
| Legana    | 120 Sextario = 30 Chenica                  | ≈ 39,14280 Liter |
| Artaba    | 200 Sextario = 50 Chenica                  | ≈ 65,23800 Liter |

### Masse
| Einheit        | Maßkette                  | metrisch     |
| -------------- | ------------------------- | ------------ |
| Cyanthos       | 1⁄24 Chenisa              | ≈ 034 g      |
| Oxybaphon      | 1⁄16 Chenisa              | ≈ 051 g      |
| 1 Cotyle       | 1⁄4 Chenisa               | ≈ 204 g      |
| 1 Sexte        | 1⁄2 Chenisa               | ≈ 408 g      |
| Chenica        |                           | ≈ 816 g      |
| Maris          | 002 Chenisa               | ≈ 001,632 kg |
| Chous          | 003 Chenisa               | ≈ 002,448 kg |
| Hemiektos      | 004 Chenisa               | ≈ 003,264 kg |
| Hektos, Modius | 008 Chenisa               | ≈ 006,528 kg |
| Metretes       | 036 Chenisa               | ≈ 029,376 kg |
| Medimnos       | 048 Chenisa               | ≈ 039,168 kg |
| Charvar        | 360 Chenisa = 10 Metretes | ≈ 293,76 kg  |
| Schiras        | 720 Chenisa = 02 Charvar  | ≈ 587,52 kg  |

## Altpersische Gewichtsmaße
Karscha (Karschā) = 83,30 Gramm = 10 Dareiken (Goldmünzen). Ein Karscha waren 10 Schekel zu etwa 8,3 Gramm.

## Mittelpersische Maße
Die Längenmaße wurden in der mittelpersischen Periode (pahlavi) wie folgt bezeichnet:
| Mittelpersisch | Bedeutung   | Maßkette                     | metrisch   |
| -------------- | ----------- | ---------------------------- | ---------- |
| 1 Angust       | Finger      | 01 Angust                    | ca. 19 mm  |
| 1 Widest       | Spanne      | 12 Angust                    | ca. 23 cm  |
| 1 Pāy          | Fuß         | 16 Angust                    | ca. 30 cm  |
| 1 Frārāst      | Elle        | 24 Angust = 1,5 Pāy          | ca. 45 cm  |
| 1 Gām          | Halbschritt | 48 Angust = 3 Pāy            | ca. 90 cm  |
| 1 Gām ī dō Pāy | Schritt     | 80 Angust = 5 Pāy            | ca. 1,5 m  |
| 1 Schud-nāy    | Fathom      | 96 Angust = 6 Pāy            | ca. 1,8 m  |
| 1 Nāy          | Pfahl       | 160 Angust = 10 Pāy          | ca. 3 m    |
| 1 Hāsªr        | Meile       | 1000 Gām ī dō Pāy = 5000 Pāy | ca. 1,5 km |
| 1 Frasang      | Parasang    | 4 Hāsªr = 20.000 Pāy         | ca. 6 km   |

## Einführung des Metrisches Systems
1924 wurden per Gesetz metrische Maße für Länge, Volumen und Gewicht eingeführt.